# Amt Lütgendortmund
| Amt in Preußen     | Amt in Preußen         |
| ------------------ | ---------------------- |
| Name               | Lütgendortmund         |
| Bestandszeitraum   | 1843–1928              |
| Provinz            | Westfalen              |
| Regierungsbezirk   | Arnsberg               |
| Landkreis          | Dortmund               |
| Fläche             | 21,01 km² (1910)       |
| Einwohner          | 30.482 (1910)          |
| Bevölkerungsdichte | 1.451 Einw./km² (1910) |
| Gemeinden          | 18 (1845) 5 (1910)     |

Das Amt Lütgendortmund war von 1843 bis 1928 ein Amt im Landkreis Dortmund in der preußischen Provinz Westfalen. Das Gebiet des ehemaligen Amtes gehört heute zu den Städten Dortmund und Witten.

## Geschichte

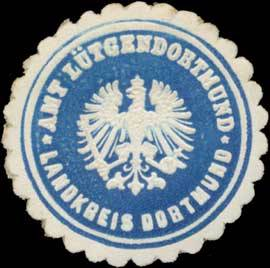
Siegelmarke Amt Lütgendortmund

Im Rahmen der Einführung der Landgemeindeordnung für die Provinz Westfalen wurde 1843 im Kreis Dortmund aus der Bürgermeisterei Lütgendortmund sowie den beiden Gemeinden Dorstfeld und Huckarde aus der aufgelösten Landbürgermeisterei Dortmund das Amt Lütgendortmund gebildet. Die Bürgermeisterei Lütgendortmund war in der Franzosenzeit im Kanton Bochum des Großherzogtums Berg eingerichtet worden.
1845 wurde die Amtseinteilung nachträglich korrigiert. Die Gemeinden Annen-Wullen, Rüdinghausen, Eichlinghofen, Salingen, Persebeck und Menglinghausen aus dem Amt Hörde kamen auch noch zum Amt Lütgendortmund, das dadurch 18 Gemeinden umfasste:
| - Annen-Wullen - Bövinghausen bei Lütgendortmund - Dellwig-Holte - Dorstfeld - Eichlinghofen - Huckarde - Kirchlinde - Kley - Lütgendortmund | - Marten - Menglinghausen - Oespel - Persebeck - Rahm - Rüdinghausen - Salingen - Westrich - Wischlingen |

Am 19. Juni 1874 schied die Gemeinde Annen-Wullen aus dem Amt Lütgendortmund aus und bildete das neue Amt Annen-Wullen. Gleichzeitig wechselten die Gemeinden Eichlinghofen, Menglinghausen, Persebeck, Rüdinghausen und Salingen in das neue Amt Barop.
Am 1. April 1886 schieden auch Dorstfeld, Huckarde, Marten, Rahm und Wischlingen aus dem Amt aus und bildeten das neue Amt Dorstfeld.
Ein Amtshaus für das Amt wurde 1896 in der Limbecker Straße in Lütgendortmund errichtet. Das Gebäude dient heute als Sitz der Bezirksverwaltung des Dortmunder Stadtbezirks Lütgendortmund .
Am 1. April 1907 wurde Dellwig-Holte nach Lütgendortmund eingemeindet und am 1. April 1909 Westrich nach Bövinghausen b. Lütg.
Am 1. April 1928 wurden der Landkreis Dortmund und das Amt Lütgendortmund durch das Gesetz über die weitere Neuregelung der kommunalen Grenzen im westfälischen Industriebezirk aufgelöst. Seine fünf verbliebenen Gemeinden Bövinghausen b. Lütg., Kirchlinde, Kley, Lütgendortmund und Oespel wurden in die Stadt Dortmund eingemeindet.

## Einwohnerentwicklung
| Jahr | Einwohner | Quelle |
| ---- | --------- | ------ |
| 1839 | 02.353    | [ 2 ]  |
| 1859 | 09.680    | [ 9 ]  |
| 1871 | 20.411    | [ 10 ] |
| 1885 | 22.193    | [ 11 ] |
| 1895 | 17.830    | [ 12 ] |
| 1910 | 30.482    | [ 13 ] |

Das Amt wurde 1874 und 1886 verkleinert.